# Раховиці
Раховиці (пол. Rachowice, нім. Rachowitz, 1936-1945: Buchenlust) — село в Польщі, у гміні Сосніцовиці Гливицького повіту Сілезького воєводства.
Населення — 711 осіб (2011).
У 1975—1998 роках село належало до Катовицького воєводства.

## Демографія
Демографічна структура станом на 31 березня 2011 року:
|          | Загалом | Допрацездатний вік | Працездатний вік | Постпрацездатний вік |
| -------- | ------- | ------------------ | ---------------- | -------------------- |
| Чоловіки | 340     | 63                 | 233              | 44                   |
| Жінки    | 371     | 64                 | 225              | 82                   |
| Разом    | 711     | 127                | 458              | 126                  |